# Bundeseisenbahnverkehrsverwaltungsgesetz
Das Bundeseisenbahnverkehrsverwaltungsgesetz (BEVVG) vom 27. Dezember 1993 behandelt die Errichtung des Eisenbahn-Bundesamtes. Als Bundesoberbehörde werden die hoheitlichen Aufgaben erfüllt, die bis dahin in den Sondervermögen „Deutsche Bundesbahn“ und „Deutsche Reichsbahn“ erfüllt worden sind. Das Eisenbahn-Bundesamt ist Aufsichts- und Genehmigungsbehörde für die Eisenbahnen des Bundes und für die Eisenbahnunternehmen mit Sitz im Ausland für das Gebiet der Bundesrepublik Deutschland.
Dem Eisenbahn-Bundesamt obliegen folgende Aufgaben:
- die Planfeststellung für Betriebsanlagen der Eisenbahnen des Bundes
- die Eisenbahnaufsicht
- die Bauaufsicht für Betriebsanlagen der Eisenbahnen des Bundes
- Erteilung und Widerruf einer Betriebsgenehmigung
- die Ausübung hoheitlicher Befugnisse sowie von Aufsichts- und Mitwirkungsrechten nach Maßgabe anderer Gesetze und Verordnungen
- die Vorbereitung und Durchführung von Vereinbarungen gemäß § 9 des Bundesschienenwegeausbaugesetzes
- die fachliche Untersuchung von gefährlichen Ereignissen im Eisenbahnbetrieb
- die Bewilligung von Bundesmitteln zur Förderung des Schienenverkehrs und zur Förderung der Kombination des Schienenverkehrs mit anderen Verkehrsarten.

Für die Überwachung des Zugangs zur Eisenbahninfrastruktur ist seit dem 1. Januar 2006 die Bundesnetzagentur für Elektrizität, Gas, Telekommunikation, Post und Eisenbahnen  zuständig. Dazu wurde das Eisenbahnregulierungsgesetz erlassen.